# Валя-Сяке (Ніколає-Белческу, Бакеу)
Валя-Сяке (рум. Valea Seacă) — село у повіті Бакеу в Румунії. Входить до складу комуни Ніколає-Белческу.
Село розташоване на відстані 233 км на північ від Бухареста, 12 км на південь від Бакеу, 94 км на південний захід від Ясс, 145 км на північний захід від Галаца, 132 км на північний схід від Брашова.

## Населення
За даними перепису населення 2002 року у селі проживали 2140 осіб, з них 2139 осіб (> 99,9%) румунів. Рідною мовою 2138 осіб (99,9%) назвали румунську.